# Seznam katastrálních území v okrese Nový Jičín
V této tabulce je uveden kompletní výčet katastrálních území Okresu Nový Jičín, včetně rozlohy a sídel, které na nich leží.
| Název KÚ                    | Sídla                    | Obec                     | km2   |
| --------------------------- | ------------------------ | ------------------------ | ----- |
| A                           | A                        | A                        |       |
| Albrechtičky                | Albrechtičky             | Albrechtičky             | 3,94  |
| Bartošovice                 | Bartošovice              | Bartošovice              | 19,14 |
| Bernartice nad Odrou        | Bernartice nad Odrou     | Bernartice nad Odrou     | 9,57  |
| Bílov                       | Bílov                    | Bílov                    | 10,39 |
| Bílovec-Dolní Předměstí     | Bílovec                  | Bílovec                  | 2,17  |
| Bílovec-Horní Předměstí     | Bílovec                  | Bílovec                  | 1,75  |
| Bílovec-město               | Bílovec                  | Bílovec                  | 4,36  |
| Bítov u Bílovce             | Bítov                    | Bítov                    | 4,39  |
| Blahutovice                 | Blahutovice              | Jeseník nad Odrou        | 5,3   |
| Bludovice u Nového Jičína   | Bludovice                | Nový Jičín               | 5,33  |
| Bordovice                   | Bordovice                | Bordovice                | 6,3   |
| Bravantice                  | Bravantice               | Bravantice               | 11,34 |
| Bravinné                    | Bravinné                 | Bílovec                  | 6,84  |
| Butovice                    | Butovice                 | Studénka                 | 13,41 |
| Děrné                       | Děrné, Kostelec          | Fulnek                   | 11,76 |
| Dobešov                     | Dobešov                  | Odry                     | 12,26 |
| Dolejší Kunčice             | Dolejší Kunčice          | Fulnek                   | 7,27  |
| Drnholec nad Lubinou        | Lubina                   | Kopřivnice               | 3,3   |
| Dub u Nového Jičína         | Dub                      | Starý Jičín              | 2,79  |
| Frenštát pod Radhoštěm      | Frenštát pod Radhoštěm   | Frenštát pod Radhoštěm   | 11,44 |
| Fulnek                      | Fulnek                   | Fulnek                   | 4,52  |
| Hájov                       | Hájov                    | Příbor                   | 3,39  |
| Harty                       | Petřvald 1-Petřvald      | Petřvald                 | 1,25  |
| Heřmanice u Oder            | Heřmanice u Oder         | Heřmanice u Oder         | 9,5   |
| Heřmanice u Polomi          | Heřmanice                | Starý Jičín              | 3,98  |
| Heřmánky nad Odrou          | Heřmánky                 | Heřmánky                 | 3,31  |
| Hladké Životice             | Hladké Životice          | Hladké Životice          | 15,93 |
| Hodslavice                  | Hodslavice               | Hodslavice               | 10,85 |
| Hostašovice                 | Hostašovice              | Hostašovice              | 9,27  |
| Hrabětice nad Odrou         | Hrabětice                | Jeseník nad Odrou        | 4,37  |
| Hukovice                    | Hukovice                 | Bartošovice              | 5     |
| Hůrka                       | Hůrka                    | Jeseník nad Odrou        | 4,4   |
| Hynčice u Vražného          | Hynčice                  | Vražné                   | 5,98  |
| Jakubčovice nad Odrou       | Jakubčovice nad Odrou    | Jakubčovice nad Odrou    | 3,38  |
| Janovice u Nového Jičína    | Janovice                 | Starý Jičín              | 3,36  |
| Jerlochovice                | Jerlochovice             | Fulnek                   | 8,76  |
| Jeseník nad Odrou           | Jeseník nad Odrou        | Jeseník nad Odrou        | 10,7  |
| Jestřabí u Fulneku          | Jestřabí                 | Fulnek                   | 5,33  |
| Jičina                      | Jičina                   | Starý Jičín              | 3,27  |
| Jílovec                     | Jílovec                  | Fulnek                   | 2,88  |
| Jistebník                   | Jistebník                | Jistebník                | 15,87 |
| Kamenka                     | Kamenka                  | Odry                     | 12,03 |
| Kateřinice                  | Kateřinice               | Kateřinice               | 5,52  |
| Kletné                      | Kletné                   | Suchdol nad Odrou        | 6,16  |
| Klokočov u Příbora          | Příbor                   | Příbor                   | 4,6   |
| Klokočůvek                  | Klokočůvek               | Odry                     | 3,33  |
| Kojetín u Starého Jičína    | Kojetín                  | Nový Jičín               | 2,66  |
| Kopřivnice                  | Kopřivnice               | Kopřivnice               | 10,33 |
| Kujavy                      | Kujavy                   | Kujavy                   | 9,41  |
| Kunín                       | Kunín                    | Kunín                    | 17,12 |
| Labuť u Bílovce             | Bílovec                  | Bílovec                  | 1,64  |
| Libhošť                     | Libhošť                  | Nový Jičín               | 8,19  |
| Lichnov u Nového Jičína     | Lichnov                  | Lichnov                  | 12,1  |
| Loučka u Nového Jičína      | Loučka                   | Nový Jičín               | 6,54  |
| Loučky nad Odrou            | Loučky                   | Odry                     | 5,84  |
| Lubojaty                    | Lhotka, Lubojaty         | Bílovec                  | 5,71  |
| Luboměř                     | Heltínov, Luboměř        | Luboměř                  | 7,62  |
| Lukavec u Bílovce           | Lukavec                  | Fulnek                   | 9,26  |
| Mankovice                   | Mankovice                | Mankovice                | 10,12 |
| Mniší                       | Mniší                    | Kopřivnice               | 3,7   |
| Moravské Vlkovice           | Vlkovice                 | Fulnek                   | 3,91  |
| Mořkov                      | Mořkov                   | Mořkov                   | 10,72 |
| Mošnov                      | Mošnov                   | Mošnov                   | 12,07 |
| Nová Horka                  | Nová Horka               | Studénka                 | 3,41  |
| Nový Jičín-Dolní Předměstí  | Nový Jičín               | Nový Jičín               | 3,26  |
| Nový Jičín-Horní Předměstí  | Nový Jičín               | Nový Jičín               | 3,32  |
| Nový Jičín-město            | Nový Jičín               | Nový Jičín               | 0,08  |
| Odry                        | Odry, Vítovka            | Odry                     | 14,17 |
| Palačov                     | Palačov                  | Starý Jičín              | 4,13  |
| Petřkovice u Starého Jičína | Petřkovice               | Starý Jičín              | 2,84  |
| Petřvald u Nového Jičína    | Petřvald 1-Petřvald      | Petřvald                 | 7,6   |
| Petřvaldík                  | Petřvald 2-Petřvaldík    | Petřvald                 | 3,66  |
| Pohoř                       | Pohoř                    | Odry                     | 10,78 |
| Pohořílky u Kujav           | Pohořílky                | Fulnek                   | 2,75  |
| Polouvsí                    | Polouvsí                 | Jeseník nad Odrou        | 4,16  |
| Prchalov                    | Prchalov                 | Příbor                   | 1,36  |
| Příbor                      | Příbor                   | Příbor                   | 12,79 |
| Pustějov                    | Pustějov                 | Pustějov                 | 8,57  |
| Radotín u Bílovce           | Bílovec                  | Bílovec                  | 1,59  |
| Rybí                        | Rybí                     | Rybí                     | 9,02  |
| Sedlnice                    | Sedlnice                 | Sedlnice                 | 13,72 |
| Skotnice                    | Skotnice                 | Skotnice                 | 9,13  |
| Slatina u Bílovce           | Nový Svět, Slatina       | Slatina                  | 7,46  |
| Slezské Vlkovice            | Vlkovice                 | Fulnek                   | 5,33  |
| Spálov                      | Spálov                   | Spálov                   | 19,31 |
| Stachovice                  | Stachovice               | Fulnek                   | 6,69  |
| Stará Ves u Bílovce         | Ohrada, Stará Ves        | Bílovec                  | 11,68 |
| Starojická Lhota            | Starojická Lhota         | Starý Jičín              | 5,49  |
| Starý Jičín                 | Starý Jičín              | Starý Jičín              | 3,39  |
| Straník                     | Straník                  | Nový Jičín               | 5,01  |
| Studénka nad Odrou          | Studénka                 | Studénka                 | 14,09 |
| Suchdol nad Odrou           | Suchdol nad Odrou        | Suchdol nad Odrou        | 16,84 |
| Šenov u Nového Jičína       | Šenov u Nového Jičína    | Šenov u Nového Jičína    | 15,63 |
| Štramberk                   | Štramberk                | Štramberk                | 9,33  |
| Tichá na Moravě             | Tichá                    | Tichá                    | 16,44 |
| Tísek                       | Karlovice, Tísek         | Tísek                    | 8,2   |
| Tošovice                    | Tošovice                 | Odry                     | 7,65  |
| Trnávka u Nového Jičína     | Trnávka                  | Trnávka                  | 6,1   |
| Trojanovice                 | Trojanovice              | Trojanovice              | 35,8  |
| Velké Albrechtice           | Velké Albrechtice        | Velké Albrechtice        | 13,01 |
| Veřovice                    | Veřovice                 | Veřovice                 | 16,58 |
| Veselí u Oder               | Veselí                   | Odry                     | 8,02  |
| Véska u Oder                | Véska                    | Heřmanice u Oder         | 2,46  |
| Větřkovice u Lubiny         | Lubina                   | Kopřivnice               | 4,75  |
| Vlčnov u Starého Jičína     | Vlčnov                   | Starý Jičín              | 4,43  |
| Vlčovice                    | Vlčovice                 | Kopřivnice               | 5,41  |
| Vražné u Oder               | Emauzy, Vražné           | Vražné                   | 9,23  |
| Vrchy                       | Vrchy                    | Vrchy                    | 10,56 |
| Výškovice u Slatiny         | Výškovice                | Bílovec                  | 3,11  |
| Závišice                    | Závišice                 | Závišice                 | 6,32  |
| Ženklava                    | Ženklava                 | Ženklava                 | 10,67 |
| Žilina u Nového Jičína      | Žilina                   | Nový Jičín               | 10,32 |
| Životice u Nového Jičína    | Životice u Nového Jičína | Životice u Nového Jičína | 9,09  |

Celková výměra 881,67 km2